# Japán Legyőzéséért emlékérem
A Japán legyőzéséért emlékérem (oroszul: Медаль «За победу над Японией», transzliteráció: Medal "Za pobedu nad Japonyijej") második világháborús szovjet katonai kitüntetés, melyet 1945. szeptember 30-án alapítottak.

## Az elismerésről
A kitüntetés annak a nagy győzelemnek állít emléket, amelyet a szovjet csapatok 1945. augusztus 8. és augusztus 23. között a mandzsúriai fronton arattak Japán és szövetséges erői felett. Hasonlóan a Szovjetunió által adományozott kitüntetések nagy részéhez, már nem adományozható. 1995. január 1-ig összesen 1 831 000 fő részesült ebben a kitüntetésben, mely a gyűjtők körében nagy becsben tartott, népszerű darab, és kereskednek is vele.

## Kinézete

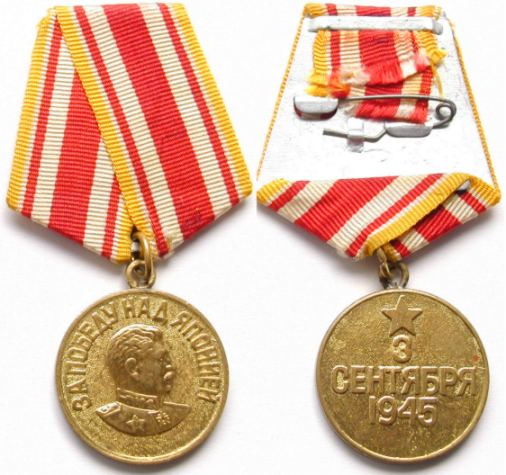
A medália elöl- és hátulnézeti képe

Az érme sárgarézből készült, alakja szabályos kör, melynek átmérője 32 mm. Az elülső oldalán Sztálin katonaruhás mellképe látható, az érem felső körívén található felirat, «За победу над Японией» fordítása Japán legyőzésért.
Érdekessége az arcképnek, hogy keletre, jobb oldalra néző profillal készült, míg a Németország Legyőzéséért emlékérem érmén bal oldalra, tehát nyugatra figyelő arcképét használták fel a generalisszimusznak.
A hátoldalon dátum: «3 СЕНТЯБРЯ 1945» (1945. szeptember 3.) és felette vörös csillag található. Az érme minden felirata és képe domború. Az éremhez tartozó szalagsáv közepén egy nagy piros szalagsáv, mindkét oldalán egy-egy fehér csíkkal, majd egy piros csík, és megint egy fehér csík mindkét oldalon, melyeket a szélein övezett keskeny sárga csíkok zárnak le.

## Fordítás
- Ez a szócikk részben vagy egészben  a   Medal For the Victory Over Japan című angol Wikipédia-szócikk ezen változatának fordításán alapul.  Az eredeti cikk szerkesztőit annak laptörténete sorolja fel. Ez a jelzés csupán a megfogalmazás eredetét és a szerzői jogokat jelzi, nem szolgál a cikkben szereplő információk forrásmegjelöléseként.